# 15376 Marták
15376 Marták è un asteroide della fascia principale. Scoperto nel 1997, presenta un'orbita caratterizzata da un semiasse maggiore pari a 3,9436865 UA e da un'eccentricità di 0,3065121, inclinata di 2,88967° rispetto all'eclittica.
L'asteroide è dedicato all'insegnante slovacco Ján Marták, parente di uno degli scopritori.